# Jianchuan Lu
Jianchuan Lu (chiń. 剑川路站) – stacja metra w Szanghaju, na linii 5. Znajduje się pomiędzy stacjami Beiqiao i Dongchuan Lu. Została otwarta 25 listopada 2003.